# 約會大作戰
《約會大作戰》，簡稱「DATE」或「DAL」，為橘公司撰寫、Tsunako繪製插畫的輕小說，日文版由富士見書房出版（富士見Fantasia文庫）。中文繁體版由台灣角川出版發行，第1至6卷由竹子、第7卷起由Q太郎翻譯，简体版則是由湖南美術出版、天闻角川代理發行，第1至3卷采用台湾角川的翻译、第4至第7卷由國杰翻譯。至2019年10月，全球銷售量已突破600萬本。

## 概要
《約會大作戰》乃橘公司繼《蒼穹女武神》之後的系列新作，本作以「秘密組織的成員全體認真地攻略美少女遊戲」為寫作理念，描寫擁有強大力量而被人類視為排除對象的精靈少女與普通卻蘊含有不可思議能力的少年相遇的故事。
改編版漫畫分別由ringo與犬威赤彦作畫，均於《月刊少年ACE》連載。ringo版因為作者身體狀況欠佳，在《月刊少年ACE》2013年5月號上宣布將完結。
2013年10月底，由台灣傳奇網路研發的線上遊戲《幻想神域》，其日文版本與《約會大作戰》進行合作，於遊戲中率先推出夜刀神十香的時裝造型。

## 簡介
四月十日。春假在昨天結束，今天早上就是所謂的開學日。五河士道被可愛的妹妹琴里吵醒後，原本以為今天也會如同往常般度過平凡的一天；直到他遇見一名被稱為「精靈」的少女，伴隨著一陣突如其來的衝擊波，街道就這樣消失得無影無蹤。在宛如隕石撞擊而變成環形山的街道一隅，一名少女正站在坑洞的正中央。「你也是來殺我的吧？」摧毀世界的災難、充滿謎團的怪物、被世界否定的少女。阻止這一切的方法只有兩種：殲滅或對話。身穿軍服的琴里對士道說：「所以你必須與精靈約會，並且讓對方迷戀上你！」新世代「Boy Meet Girls」故事，隆重登場！

## 用語

每一個精靈各代表生命之樹的對應質點，且名字與質點有關：
1 Keter（王冠）：鳶一折紙
2 Chokhmah（智慧）：本條二亞
3 Binah（理解）：時崎狂三
4 Chesed（慈悲）：冰芽川四糸乃
5 Gevurah（嚴厲）：五河琴里
6 Tiphereth（美麗）：星宮六喰
7 Netzach（勝利）：鏡野七罪
8 Hod（宏偉）：風待八舞（八舞耶俱矢、八舞夕弦）
9 Yesod（基礎）：誘宵美九
10 Malkuth（王國）：夜刀神十香
而被視為生命之樹起源的三層能量環：0 Ain（無）、00 Ain Soph（無限）以及000 Ain Soph Aur（無限光），則同時代表最初的精靈：崇宮澪（零）。
另有一質點Da'at（知識），但目前未知作者是否讓它代表某一精靈。
反轉後的精靈則代表邪惡之樹的對應惡德。

精靈
在與這個世界相異的鄰界存在著神祕的生命體。關於其產生的原因與存在的意義至今仍被謎團所包覆，並且在戰鬥上擁有強大的能力，而當之出現在這邊的世界之際，會引起被稱為空間震的大爆炸，人類便將這些引發特殊災害的特定生命體，當成是天敵般的存在並畏懼著。
精靈的外貌性格各不相同，但共同的特點是，都具有強大的戰鬥能力。其戰鬥力來自每人獨有的被稱為「靈裝」的力量服裝，以及被稱為「天使」的獨有武器。小說中借用了卡巴拉（生命樹）的概念，生命樹的十大要素質點與精靈一一對應，精靈名字中的數字為質點編號，天使名為質點守護天使名，靈裝名為質點神名。目前得知的精靈除威斯考特外皆為女性，且外表皆為年輕少女，實際年齡不明。
根據二亞所言，所有精靈原本可能皆是人類。而從澪口中證實，除十香外，其他精靈均為吸收靈魂結晶的人類。在三大「罪人」艾略特·伍德曼、艾薩克·威斯考特、艾蓮·梅瑟斯的不明目的下，創造出了第一個精靈。變成精靈後，身體將不會再成長，不過被封印的精靈能夠正常的成長。
第21冊，因澪已與威斯考特死亡，而靈魂結晶也已消失，精靈們已成為無力量之前精靈。第22冊，前精靈們因平行世界的十香出現，短暫取回靈魂結晶成為精靈（據小說二亞提到的內容，推測可能為短暫取回力量），其後安可小說篇並未清楚說明是否仍持有靈魂結晶（但安可短篇集第9冊、第10冊篇章內容，顯示原精靈卻仍有靈力）。
空間震
當存在於鄰界的精靈現界時，會造成空間的劇烈搖晃及造成損壞的大爆炸，空間震即此一狀況之統稱。在爆炸中心的建築物及地面設施都會像火山口一樣被消滅殆盡，而周圍也會因為爆炸的產生而蒙受損壞。最初一次空間震發生於30年前，造成了近1億5000萬人的死傷人數，被稱為「歐亞大空災」（ユーラシア大空災），其後世界各地皆頻繁發生此一現象。而在那之後的六個月──南關東大空災之後就像平息似的，不再發生空間震。但是在5年前，在士道他們所居住的天宮地區又開使發生此一災害。在爆炸“餘震”到來以前，會發生名為「空間的地震」此一徵兆現象，就如把石頭丟入水中會有漣漪，漣漪就是空間震。
一般人並不清楚造成此一現象的原因，知曉此現象的僅有以對付精靈為目的的AST、SSS及DEM公司與以保護精靈為目的的〈拉塔托斯克〉。另外也有精靈現界但卻沒有發生空間震的情況，造成此一現象的依然成謎。
再者，也存在著依據精靈自身的意識所引發的空間震，當引發的空間震的規模與另一空間震相同時則可以被相抵銷。
現界、消失
當平常在另一個相鄰的世界休眠的精靈出現在人類世界的情況被稱之為「現界」，而當精靈從人類世界返回相鄰的世界實則謂之「消失」〈LOST〉。在鄰界休眠的精靈由於不知名的原因被人類世界“拉扯過來”伴隨著「現界」的現象引發而產生空間震，經過一定的時間後再「消失」返回鄰界。發生這樣的現象不僅無關精靈本身的意志，而且精靈也不知道產生的原因。而「現界」的情況又依據空間震的產生有無而劃分定義為2種，其前者（有產生空間震）的情況被稱之為「通常現界」，而後者則稱為「靜穆現界」，但同樣無法得知產生現界差異的原因。
通常現界後的精靈，必定會遭遇AST的襲擊。也不知是否有與此有關，在與AST有交戰的狀況下，與本人意志無關的「消失」現象會發生在較短的時間內，當「消失」現象產生，AST的該次精靈討伐作戰行動旋即告終。但是，也有不被AST觀測到的靜穆現界的精靈，一如作品中所述，能長時間內停留在人類世界。十香第一次的靜穆現界發生時遭到AST的攻擊，再加上被激怒之故（其深信士道已遭殺害），而將AST逼至全員殲滅絕境，該事件最終並沒有「消失」的現象。
被士道封印力量的精靈無法從人類世界「消失」返回。
靈魂結晶、反靈魂結晶
每個精靈所擁有的力量核心，並不實際存在於精靈體內，但在死後似乎就會顯現。據威斯考特的說法，反轉狀態下的精靈可能會變成靈魂結晶。
依照反轉十香的說法，最初的精靈將自身力量分割的產物即是反靈魂結晶，但由於反靈魂結晶會侵蝕人體，因而轉變成適應宿主的靈魂結晶。由此推測，反靈魂結晶才是結晶的真實型態。
根據狂三的回憶，澪將靈魂結晶賦予少女的目的是為了「精煉」靈魂結晶，並讓靈魂結晶保存在適合的宿主中，若宿主與靈魂結晶不相容，宿主則會陷入暴走。
目前所知除了十香以外，其餘精靈皆是被賦予靈魂結晶的人類，而其中狂三的是被〈神〉狀態下的澪所賦予，琴里、美九、折紙、二亞及六喰則是由〈幻影〉狀態的澪（令音）所賦予。澪選擇對象大多是陷入絕望的少女，也有選擇意外身亡和失蹤的少女賦予靈魂結晶。
根據二亞所言，人類被賦予靈魂結晶後作為人類的記憶可能會被封印（二亞透過自身天使能力得知自己作為人類的過去），但仍不排除有原生精靈的存在。
〈拉塔托斯克〉
訴求與精靈對話，以和平的手段解決空間震所產生的災害為目標所集結成的神秘組織。以空中艦艇〈佛拉克西納斯〉作為活動據點，其根源為被稱作圓桌會議的高階幹部所組成，五河琴里為司令官，以保護精靈為號召募集各式各樣的志願者。
據琴里的說法，其乃為了支援士道而集結成的組織。
全員都非常喜愛琴里，神無月更是琴里的粉絲。
組織名取自北歐神話中居住在世界之樹的松鼠。
組織的標誌和新世紀福音戰士的NERV的徽章極為相似。
對抗精靈部隊
陸上自衛隊的特殊部隊。通稱AST（Anti Spirit Team）。以武力殲滅精靈為主要方針所設立的單位，相對於以對話作為宗旨的拉塔托斯克。
由於一般的物理性兵器皆不足以對抗精靈，為此隊員皆裝備CR-Unit（戰術顯現裝置搭載組合、Combat Realize Unit），使一般人也具有足以擔當一線的戰鬥能力，可以說是現代魔法師、人造魔法師這類的存在。但是，CR-Unit也只被使用在少數的人身上，所以也有像折紙這樣規則外的高中生擔任AST的隊員。
顯現裝置
30年前人類所取得如禁忌般的技術。將電腦上的演算結果再現於現世，徹底扭曲現實世界法則，被稱之為以科學技術手段實現「魔法」的裝置總稱。但此一存在並不被一般人所知曉，最初被搭載在AST單位所使用的戰術顯現裝置上，亦存在醫療用、強化用等各式各樣的類型。顯像裝置也被運用在陸自的災害重建部隊上，用以修復因空間震或被AST部隊所毀壞的建築物，就算是大樓也只需一個晚上的時間即可修復完成。
CR-UNIT
战术显现搭载单元的简称，是所有将显现装置运用于战术上的装备的总称。武装平时都收纳在称为线路服的装着型连接装置中，在战时可以瞬间装备上。作为基本装备，线路服装有基础型显现装置，能够在使用者周围生成看不见的领域——随意领域。顾名思义，随意领域能够根据使用者的意愿实现不同的功能。DEM公司制造的一部分CR-UNIT只有基础显现装置是自主生产的，其他部分则是委托其他企业制造的。
〈阿休克羅夫特〉
搭载有特制的新型显现装置的系列机体，名字来源于阿爾緹米希亞·貝爾·阿休克羅夫特。着装者一旦进行了身份认证，机体使用权就归此一人所有，不使用专用的解锁密钥是无法解锁的。
先行开发的系列机共有5台：强化防御型随意领域的一号机〈愛麗絲〉，能够制造阻碍随意领域的结界的二号机〈空洞巨龍〉，强化远距离作战能力的三号机〈里昂〉，强化近战能力的四号机〈獨角獸〉，以及搭载有专用导航AI〈貝爾〉、拥有回复处理能力的五号机〈赤郡貓〉。
与一般的CR-UNIT相比，该系列机都是在某一方面大幅强化，亦因此有明显的弱点存在。对外宣称是对精灵用的机体，却不知为何拥有优秀的对魔术师性能。机体核心部分使用了分割的阿尔忒弥西亚的脑内情报，因此着装者可以使用她的控制高精度随意领域能力。
后期开发的β型装有不可视迷彩发生装置，该装置更被搭载于空中舰〈阿尔巴德尔〉之上。
DW-029 讨灭兵装〈White Lycoris〉
DEM公司开发的试验机。搭载有2把大型镭射剑〈CleaveLeaf〉、两门50.5cm魔力炮〈Blastalk〉以及8个收纳导弹等武装的大容量收纳箱〈RootBox〉。被日下部称为“把AST一个中队的火力塞进一个人的脑袋的不正常Unit”。
为了弥补由于太过巨大而造成的机动性低下，该机体拥有可以在周围展开巨大防御型随意领域的极高防御力。另外也可以向四周展开指向性随意领域将敌人包围、限制在内。在这种随意领域里发生的爆炸并不会波及到外面，能够使敌人受到严重的伤害。理论上拥有可以打败精灵的火力。但是，过于注重性能而没有考虑到对使用者大脑造成的负担。该机体对使用者负担极大，最初的试飞员仅坚持了30分钟便成为废人。因此，该机体又被称为“最强的缺陷机”。
另外亦有红色的姊妹机DW-029R〈Scarlet Lycoris〉存在。
〈Vánargandr〉
〈拉塔托斯克〉持有的蓝黑CR-UNIT，四肢和胸部都覆盖有流线型的装甲。右手装备镭射刃〈Wolftail〉，左手则装有像狼鄂部一样的武器。性能凌驾于DEM制造的一般CR-UNIT之上。為真那所持有。
AW-111〈布倫希爾德〉
〈拉塔托斯克〉持有的純白色CR-UNIT。武器為雷射長槍〈恩赫里亞〉。為折紙所持有。
Deus Ex Machina Industry
通稱DEM公司。「Deus Ex Machina」為拉丁文，英譯為「God from the machine」，中文意為機械之神。
世界首屈一指的大型企業，也是除了拉塔托斯克以外唯一有能力製造顯現裝置的組織，包含AST在內的世界各國軍警秘密裝備的顯現裝置皆出於DEM公司之手。主張積極消滅精靈，是拉塔托斯克的競爭對手。
三十年前由艾略特·伍德曼、艾薩克·威斯考特、艾蓮·梅瑟斯一手創立。自開發部的主管嘉蓮·梅瑟斯出走後，DEM社的科技發展進度因而延遲了數年。
總部設置在英國倫敦。
自威斯考特死後陷入內亂。
〈亞斯格特〉電子工業
拉塔托斯克的母體組織，是全世界除了DEM以外唯一有能力製造顯現裝置的公司，甚至擁有著比DEM更先進的技術。早在DEM研發出不可视迷彩发生装置之前就已經先研發成功，並且將其安裝在拉塔托斯克的艦艇〈佛拉克西納斯〉上。
名字取自北歐神話中阿薩神族所居住的地界。

## 出版作品

### 小說
※自2014年1月起，简体中文版小说在中国大陸各销售通路皆已下架，原因不明。
| 1                                                                            | Dead End TOHKA             | 末路人十香      | 2011年3月19日                  | ISBN 978-4-04-071045-7                         | 2012年4月28日                 | ISBN 978-986-287-653-4                                | 2012年10月5日 | ISBN 978-7-5356-5631-5 |
| 2                                                                            | Puppet YOSHINO             | 手偶女四糸乃    | 2011年8月20日                  | ISBN 978-4-04-071046-4                         | 2012年7月27日                 | ISBN 978-986-287-818-7                                | 2012年12月5日 | ISBN 978-7-5356-5786-2 |
| 3                                                                            | Killer KURUMI              | 殺手狂三        | 2011年11月19日                 | ISBN 978-4-04-071050-1                         | 2012年9月6日                  | ISBN 978-986-287-913-9                                | 2013年2月25日 | ISBN 978-7-5356-5997-2 |
| 4                                                                            | Sister ITSUKA              | 妹妹五河        | 2012年3月17日                  | ISBN 978-4-04-071047-1                         | 2013年2月14日                 | ISBN 978-986-325-156-9                                | 2013年4月20日 | ISBN 978-7-5356-6131-9 |
| 5                                                                            | Tempest YAMAI              | 暴風者八舞      | 2012年8月17日                  | ISBN 978-4-04-071048-8                         | 2013年4月26日                 | ISBN 978-986-325-303-7                                | 2013年5月20日 | ISBN 978-7-5356-6207-1 |
| 6                                                                            | Lily MIKU                  | 百合美九        | 2012年12月20日2012年12月13日限 | ISBN 978-4-04-071049-5ISBN 978-4-8291-7710-5限 | 2013年8月16日                 | ISBN 978-4-04-071049-5                                | 2013年7月5日  | ISBN 978-7-5356-6268-2 |
| 7                                                                            | Truth MIKU                 | 真實美九        | 2013年3月19日                  | ISBN 978-4-04-071030-3                         | 2013年11月27日                | ISBN 978-986-325-700-4                                | 2013年10月5日 | ISBN 978-7-5356-6526-3 |
| 8                                                                            | Search NATSUMI             | 搜尋七罪        | 2013年9月20日                  | ISBN 978-4-04-071044-0                         | 2014年4月25日                 | ISBN 978-986-325-895-7                                | 停止發行      | 停止發行               |
| 9                                                                            | Change NATSUMI             | 轉變七罪        | 2013年12月20日2013年12月9日限  | ISBN 978-4-04-712974-0ISBN 978-4-04-712937-5限 | 2014年8月21日2014年8月7日限   | ISBN 978-986-366-042-2EAN 4715109124057限             | 停止發行      | 停止發行               |
| 10                                                                           | Angel TOBIICHI             | 天使鳶一        | 2014年3月20日                  | ISBN 978-4-04-070066-3                         | 2014年11月20日                | ISBN 978-986-366-217-4                                | 停止發行      | 停止發行               |
| 11                                                                           | Devil TOBIICHI             | 惡魔鳶一        | 2014年9月20日                  | ISBN 978-4-04-070143-1                         | 2015年7月24日2015年6月27日限  | ISBN 978-986-366-541-0EAN 4715109128130限             | 停止發行      | 停止發行               |
| 12                                                                           | Disaster ITSUKA            | 災禍五河        | 2015年6月20日                  | ISBN 978-4-04-070151-6                         | 2015年12月18日                | ISBN 978-986-366-855-8                                | 停止發行      | 停止發行               |
| 13                                                                           | Creation NIA               | 創作者二亞      | 2015年10月20日                 | ISBN 978-4-04-070694-8                         | 2016年10月13日2016年9月26日限 | ISBN 978-986-473-195-4EAN 4712961072502限             | 停止發行      | 停止發行               |
| 14                                                                           | Planet MUKURO              | 行星六喰        | 2016年3月19日                  | ISBN 978-4-04-070695-5                         | 2016年12月15日                | ISBN 978-986-473-386-6                                | 停止發行      | 停止發行               |
| 15                                                                           | Family MUKURO              | 家人六喰        | 2016年9月17日                  | ISBN 978-4-04-070927-7                         | 2017年8月10日                 | ISBN 978-986-473-784-0                                | 停止發行      | 停止發行               |
| 16                                                                           | Refrain KURUMI             | 再逢狂三        | 2017年3月18日                  | ISBN 978-4-04-070928-4                         | 2018年2月14日2018年2月7日限   | ISBN 978-957-564-003-3EAN 4712961078405限             | 停止發行      | 停止發行               |
| 17                                                                           | Ragnarok KURUMI            | 末日狂三        | 2017年8月19日                  | ISBN 978-4-04-070929-1                         | 2018年8月27日2018年8月16日限  | ISBN 978-957-564-350-8EAN 4713510130230限             | 停止發行      | 停止發行               |
| 18                                                                           | Gameover MIO               | 遊戲終結澪      | 2018年3月20日                  | ISBN 978-4-04-072565-9                         | 2019年3月11日                 | ISBN 978-957-564-816-9                                | 停止發行      | 停止發行               |
| 19                                                                           | True End MIO               | 真實結局澪      | 2018年8月18日                  | ISBN 978-4-04-072821-6                         | 2019年8月1日                  | ISBN 978-957-743-073-1EAN 4713510133590限             | 停止發行      | 停止發行               |
| 20                                                                           | World TOHKA                | 創世十香        | 2019年3月20日                  | ISBN 978-4-04-072822-3                         | 2020年5月11日                 | ISBN 978-957-743-745-7EAN 4713510135785限             | 停止發行      | 停止發行               |
| 21                                                                           | Good End TOHKA First Half  | 美好结局十香 上 | 2019年10月19日                 | ISBN 978-4-04-073267-1                         | 2021年2月4日                  | ISBN 978-986-524-227-5                                | 停止發行      | 停止發行               |
| 22                                                                           | Good End TOHKA Second Half | 美好结局十香 下 | 2020年3月19日                  | ISBN 978-4-04-073581-8                         | 2021年8月6日                  | ISBN 978-986-524-615-0完結紀念α版 EAN 4713510138663限 | 停止發行      | 停止發行               |
| 備註：標記限為限定版本或特裝版本。封面人物標記日限為僅限日文限定版本的封面。 |                            |                 |                                |                                                |                               |                                                       |               |                        |

約會大作戰DATE A LIVE 安可短篇集
| 集數                               | 富士見書房                    | 富士見書房                                     | 台灣角川                     | 台灣角川                                                     |
| 集數                               | 發售日期                      | ISBN                                           | 發售日期                     | ISBN                                                         |
| ---------------------------------- | ----------------------------- | ---------------------------------------------- | ---------------------------- | ------------------------------------------------------------ |
| 1                                  | 2013年5月18日                 | ISBN 978-4-8291-3892-2                         | 2014年3月14日                | ISBN 978-986-325-856-8                                       |
| 2                                  | 2014年5月20日                 | ISBN 978-4-04-070116-5                         | 2015年3月4日2015年2月10日限  | ISBN 978-986-366-311-9EAN 4715109126488限                    |
| 3                                  | 2014年12月20日2014年12月9日限 | ISBN 978-4-04-070149-3ISBN 978-4-04-070083-0限 | 2015年8月6日                 | ISBN 978-986-366-607-3                                       |
| 4                                  | 2015年8月20日                 | ISBN 978-4-04-070696-2                         | 2016年2月19日                | ISBN 978-986-366-908-1                                       |
| 5                                  | 2016年5月20日                 | ISBN 978-4-04-070926-0                         | 2017年2月10日                | ISBN 978-986-473-480-1                                       |
| 6                                  | 2016年12月20日                | ISBN 978-4-04-072092-0                         | 2017年12月11日               | ISBN 978-957-853-120-8                                       |
| 7                                  | 2017年12月20日                | ISBN 978-4-04-072564-2                         | 2019年2月25日2019年1月21日限 | ISBN 978-957-564-673-8EAN 4713510132043限                    |
| 8                                  | 2018年10月20日                | ISBN 978-4-04-072943-5                         | 2019年11月18日               | ISBN 978-957-743-346-6EAN 4713510134221限EAN 4713510134214限 |
| 9                                  | 2019年7月20日                 | ISBN 978-4-04-073269-5                         | 2020年7月30日                | ISBN 978-957-743-873-7EAN 4713510136270限                    |
| 10                                 | 2020年8月20日                 | ISBN 978-4-04-073270-1                         | 2022年1月24日                | ISBN 978-626-321-104-9                                       |
| 11                                 | 2022年5月20日                 | ISBN 978-4-04-074603-6                         | 2023年4月6日                 | ISBN 978-626-352-353-1EAN 4711289612971限                    |
| 備註：標記限為限定版本或特裝版本。 |                               |                                                |                              |                                                              |

約會大作戰DATE A BULLET 赤黑新章
於2017年3月開始連載，以本傳為故事基礎，由東出祐一郎撰寫、NOCO作畫。
內容以原作未詳述的「鄰界」為背景，講述墮落至鄰界而失憶的狂三與「準精靈」緋衣響的故事。根據部分線索推測，故事時間線應晚於第十三卷《創作者二亞》。
| 1                                  | 2017年3月18日  | ISBN 978-4-04-072239-9 | 2018年2月7日                 | ISBN 978-957-564-009-5                  |
| 2                                  | 2017年8月19日  | ISBN 978-4-04-072240-5 | 2018年8月16日                | ISBN 978-957-564-304-1                  |
| 3                                  | 2018年4月20日  | ISBN 978-4-04-072566-6 | 2019年2月25日2019年1月21日限 | ISBN 978-957-564-693-6EAN 4713510131640 |
| 4                                  | 2018年8月18日  | ISBN 978-4-04-072872-8 | 2019年3月20日                | ISBN 978-957-564-817-6                  |
| 5                                  | 2019年3月20日  | ISBN 978-4-04-073105-6 | 2020年1月31日                | ISBN 978-957-743-501-9                  |
| 6                                  | 2020年3月19日  | ISBN 978-4-04-073372-2 | 2021年1月20日                | ISBN 978-986-524-192-6                  |
| 7                                  | 2020年11月20日 | ISBN 978-4-04-073779-9 | 2021年8月11日                | ISBN 978-986-524-713-3                  |
| 8 (完)                             | 2022年1月20日  | ISBN 978-4-04-074363-9 | 2022年9月26日                | ISBN 978-626-321-796-6                  |
| 備註：標記限為限定版本或特裝版本。 |                |                        |                              |                                         |

约会大作战DATE A LIVE 另一条路线
由橘公司、大森藤野、志瑞祐、东出祐一郎、羊太郎五位轻小说作家合作撰写的短篇集。
| 集數 | 富士见书房    | 富士见书房             | 台灣角川      | 台灣角川               |
| 集數 | 發售日期      | ISBN                   | 發售日期      | ISBN                   |
| ---- | ------------- | ---------------------- | ------------- | ---------------------- |
| 1    | 2022年1月20日 | ISBN 978-4-04-074364-6 | 2023年4月19日 | ISBN 978-626-352-376-0 |

魔法偵探時崎狂三事件簿
橘公司撰寫、Tsunako作畫。
| 集數 | 日文副標題 | 中文副標題             | KADOKAWA       | KADOKAWA               | 台灣角川       | 台灣角川                                               |
| 集數 | 日文副標題 | 中文副標題             | 發售日期       | ISBN                   | 發售日期       | ISBN / EAN                                             |
| ---- | ---------- | ---------------------- | -------------- | ---------------------- | -------------- | ------------------------------------------------------ |
| 1    |            | 魔法偵探時崎狂三事件簿 | 2023年10月20日 | ISBN 978-4-04-075182-5 | 2024年12月6日  | EAN 471-128-962-155-3（特裝版） ISBN 978-626-400-983-6 |
| 2    |            | 魔法偵探時崎狂三回顧錄 | 2025年2月20日  | ISBN 978-4-04-075778-0 | 2025年10月10日 | EAN 471-128-962-648-0（特裝版）                        |

### 漫畫
約會大作戰DATE A LIVE（ringo版）
月刊少年Ace（角川書店所屬）2012年6月號開始連載，由ringo作畫。
| 集數 | 角川書店      | 角川書店               |
| 集數 | 發售日期      | ISBN                   |
| ---- | ------------- | ---------------------- |
| 1    | 2012年8月25日 | ISBN 978-4-04-120446-7 |

約會大作戰DATE A LIVE（犬威赤彦版）
月刊少年Ace（角川書店所屬）2014年1月號至2014年12月號連載，由犬威赤彦作畫，与之前在同一杂志连载的同名漫画无关，是重新根据原作改编而成的作品。已完結。
| 集數 | 角川書店       | 角川書店               | 角川書店               | 台灣角川               | 台灣角川               |
| 集數 | 副標題         | 發售日期               | ISBN                   | 發售日期               | ISBN                   |
| ---- | -------------- | ---------------------- | ---------------------- | ---------------------- | ---------------------- |
| 1    |                | 2013年3月26日          | ISBN 978-4-04-121051-2 | 2015年6月24日          | ISBN 978-986-366-561-8 |
| 2    | 2014年5月26日  | ISBN 978-4-04-121113-7 | 2015年9月19日          | ISBN 978-986-366-717-9 |                        |
| 3    | 2014年12月26日 | ISBN 978-4-04-102457-7 | 2016年1月14日          | ISBN 978-986-366-917-3 |                        |

約會大進擊DATE AST LIKE
月刊Dragon Age2012年4月號至2014年1月號連載，由作畫。已完結。
又譯DATE A STRIKE。
以描述折紙所屬的AST為主的衍生作品。故事時間線介於小說第二卷《手偶女四糸乃》以及第三卷《殺手狂三》之間。
| 集數 | 富士見書房   | 富士見書房             | 台灣角川       | 台灣角川               |
| 集數 | 發售日期     | ISBN                   | 發售日期       | ISBN                   |
| ---- | ------------ | ---------------------- | -------------- | ---------------------- |
| 1    | 2012年9月8日 | ISBN 978-4-04-712826-2 | 2013年6月5日   | ISBN 978-986-325-379-2 |
| 2    | 2013年3月9日 | ISBN 978-4-04-712859-0 | 2013年8月24日  | ISBN 978-986-325-561-1 |
| 3    | 2013年7月9日 | ISBN 978-4-04-712880-4 | 2013年12月25日 | ISBN 978-986-325-687-8 |
| 4    | 2014年3月8日 | ISBN 978-4-04-070048-9 | 2014年10月23日 | ISBN 978-986-366-196-2 |

約會大派對 DATE A PARTY
月刊Dragon Age2014年2月號至2014年7月號連載，由作畫。
描寫士道等人的日常生活衍生作品。
| 集數 | 富士見書房   | 富士見書房             | 長鴻出版社     | 長鴻出版社             |
| 集數 | 發售日期     | ISBN                   | 發售日期       | ISBN                   |
| ---- | ------------ | ---------------------- | -------------- | ---------------------- |
| 1    | 2014年6月9日 | ISBN 978-4-04-070185-1 | 2018年10月17日 | ISBN 978-986-474-889-1 |

約會小折紙DATE A ORIGAMI
月刊Dragon Magazine2012年1月號及2012年5月號各自開始連載，由作畫。
與原作劇情無關的四格漫畫。
| 集數 | 富士見書房   | 富士見書房             | 台灣角川      | 台灣角川               |
| 集數 | 發售日期     | ISBN                   | 發售日期      | ISBN                   |
| ---- | ------------ | ---------------------- | ------------- | ---------------------- |
| 1    | 2013年3月9日 | ISBN 978-4-04-712864-4 | 2014年5月27日 | ISBN 978-986-325-955-8 |

### 设定集
約會大作戰DATE A LIVE 烏托邦凜禰 完全攻略畫集（DATE A LIVE Utopia Rinne Perfect Visual Guide）
| 集數 | 富士見書房    | 富士見書房             | 台灣角川      | 台灣角川               |
| 集數 | 發售日期      | ISBN                   | 發售日期      | ISBN                   |
| ---- | ------------- | ---------------------- | ------------- | ---------------------- |
| 1    | 2013年7月31日 | ISBN 978-4-8291-7727-3 | 2014年7月26日 | ISBN 978-986-366-025-5 |

約會大作戰DATE A LIVE 官方極祕解說集（DATE A LIVE MATERIAL）
| 集數 | 富士見書房    | 富士見書房             | 台灣角川       | 台灣角川                                  |
| 集數 | 發售日期      | ISBN                   | 發售日期       | ISBN                                      |
| ---- | ------------- | ---------------------- | -------------- | ----------------------------------------- |
| 1    | 2015年3月20日 | ISBN 978-4-04-070548-4 | 2016年10月27日 | ISBN 978-986-473-290-6                    |
| 1.5  | 2019年2月20日 |                        |                |                                           |
| 2    | 2021年9月18日 | ISBN 978-4-04-073887-1 | 2022年7月28日  | ISBN 978-626-321-600-6EAN 4711289610601限 |

約會大作戰DATE A LIVE Tsunako畫集 SPIRIT（DATE A LIVE TSUNAKO ARTWORKS SPIRIT）
| 集數                               | 富士見書房    | 富士見書房             | 台灣角川                      | 台灣角川                                  |
| 集數                               | 發售日期      | ISBN                   | 發售日期                      | ISBN                                      |
| ---------------------------------- | ------------- | ---------------------- | ----------------------------- | ----------------------------------------- |
| 1                                  | 2017年3月18日 | ISBN 978-4-04-072183-5 | 2018年12月6日2018年11月22日限 | ISBN 978-957-564-552-6EAN 4713510131428限 |
| 備註：標記限為限定版本或特裝版本。 |               |                        |                               |                                           |

## 遊戲
約會大作戰 凜禰烏托邦（DATE A LIVE Rinne Utopia）
- 使用平台：PlayStation 3
- 發售日期：2013年6月27日

本作於2012年12月宣布遊戲化，平台為PlayStation3，由COMPILE HEART負責開發。
原作者橘公司擔任本作的監修，原画家Tsunako亦繼續擔任本作的人物設定。新增原創角色园神凜祢（聲：花澤香菜）。
时间線介于小说第四卷《妹妹五河》以及第五卷《暴風者八舞》之间。
本作发售有限定版、通常版以及下载版三个版本。限定版附送收录原畫師未收錄插圖，以及由原作者执笔的短篇小说“泡澡时间凜祢”以及相关人物介绍的特典小册子以及广播剧CD。
片頭曲
「（Date in Utopia）」
作詞：渡部紫緒，作曲、編曲：坂部剛，歌：sweet ARMS
片尾曲

作詞：渡部紫緒，作曲、編曲：坂部剛，歌：sweet ARMS
約會大作戰 或守植入（DATE A LIVE Ars Install）
- 使用平台：PlayStation 3
- 發售日期：2014年6月26日

本作于2013年12月宣布游戏化，平台为PlayStation3，由COMPILE HEART负责开发。
與前作相同，原作者橘公司担任监修，原画家Tsunako担任本作的人物设定。加入原創角色或守鞠亞（聲：三森鈴子）及或守鞠奈（聲：三森鈴子）。
时间線介于小说第七卷《真實美九》以及第八卷《搜尋七罪》之间。
發行限定版、通常版和下載版。與前作相同，限定版附送收录原畫師未收錄插圖，以及由原作者执笔的短篇小说“探索或守（暫譯）”以及相关人物介绍的特典小册子以及广播剧CD。
片頭曲
「（Installation）」
作詞：渡部紫緒，作曲、編曲：坂部剛，歌：sweet ARMS
片尾曲
「（Eternal World）」
作詞：高瀨愛虹，作曲、編曲：櫻庭統，歌：佐土原香織
約會大作戰 凜緒輪迴（DATE A LIVE Rio Reincarnation）
- 使用平台：PlayStation Vita、PlayStation 4、Steam
- 發售日期：2015年7月30日（PSV）、2017年10月12日（PS4）、2019年7月24日（PS4、Steam）

2014年12月COMPILE HEART宣布新制作，之後在2015年2月遊戲官方網站上宣布本作為《凜禰烏托邦》與《或守植入》合輯移植PS Vita并追加新劇情的版本。2017年6月，COMPILE HEART宣布該作發行HD版，並移植至PlayStation4。2018年11月，宣布將移植至Steam，並增加中、英文字幕版本。
原作者橘公司與原画家Tsunako繼續担任监修以及人物设定。本作在原作基础上增加原创角色园神凜緒（聲：佐倉綾音）以及全新章節「凜緒輪迴」，5月20日完整遊戲PV公開。
时间線介于遊戲《或守植入》以及小說第八卷《搜尋七罪》之间。
本作发售有限定版、通常版以及下载版三个版本。與前作相同，限定版附送收录原畫師未收錄插圖，以及由原作者执笔的短篇小说“團聚凜緒（暫譯）”以及相关人物介绍的特典小册子以及广播剧CD。HD限定版附贈特典小冊子收錄由原作者執筆的新短篇“採購凜緒（暫譯）”。
片頭曲（繁體中文版、日文版）
「For Someone」
作曲：林茂樹
片尾曲（繁體中文版、日文版）
「Install ARS & Main Theme」
作曲：林茂樹
片頭曲（英文版）
「Key of Truth」
作詞：大森祥子，作曲：松浦勇氣，編曲：宮崎誠，歌：sweet ARMS
片尾曲（英文版）
「Not Forget」
作詞：大森祥子，作曲：松浦勇氣，編曲：宮崎誠，歌：味里
約會大作戰 反烏托邦蓮（DATE A LIVE Ren Dystopia）
- 使用平台：PlayStation 4
- 發售日期：2020年9月24日

本作於2018年10月宣布製作企劃，遊戲平台為PlayStation 4，由COMPILE HEART負責開發。
原作者橘公司及原畫師Tsunako同樣擔任本作監修以及人物設定。除原作角色外，新增原創角色蓮（聲：高橋李依）。
時間線介於小說第十一卷《惡魔鳶一》以及第十三卷《創作者二亞》之間。
本作發售同樣有限定版、通常版以及下載版三種規格。
片頭曲
「甘言誘惑Receptor」
作詞：野水伊織，作曲、編曲：坪田修平（TRYTONELABO），歌：sweet ARMS

### 手機遊戲
- 約會大作戰：精靈再臨

是「日本角川」正版授權動作結合AVG創新系統手遊，內容改編自原著《約會大作戰》，首創galgame的文字戀愛元素以及各類的模擬養成方式遊玩，在遊戲中還能操作精靈進行各式關卡劇情，並且與精靈培養感情打造多種結局。
合作活動
2019年11月15日與WonderPlanet旗下智慧型手機遊戲《Crash Fever》合作活動開始。

## 伏筆
此處為作者橘公司於小說內所留下的伏筆，部分伏筆尚未解開。
- 第1卷，五河士道與夜刀神十香約會時，因鳶一折紙欲狙殺十香而開槍，士道推十香躲開，自己代替十香中槍，致腹部被子彈貫穿一大洞，失血倒地。而後身體受傷部位燃起火焰，將受傷部位修復而存活。此部分於後面篇章得知係因士道封印妹妹五河琴里，以致獲得琴里的治癒能力。
- 第4卷，五河琴里將封印在士道內的靈力，幾乎100%取回，而失去人類意識的琴里，與鳶一折紙對戰時，折紙提到〈炎魔〉一詞時，琴里露出不悅的神情提到「你居然知道這麼討厭的名字。到底是從何處知道的」。此處琴里已失去人類意識，與十香反轉時之人格情況類似。作者並未敘述琴里的破壞衝動之詳細內容。
- 第12卷，五河士道失控時，其表現被認為像是精靈一樣。而「士」一字可拆分成「十」、「一」，因每一位精靈名字皆對應著其靈裝（例：『五』河琴里的靈裝－神威靈裝·『五』番），可能是第「十一」精靈，此部分作者並未清楚敘述。
- 第13卷，本条二亞被封印後，於頂樓提到已經與〈囁告篇帙〉相處約27年（二亞肉體年齡約為18~20歲，實際年齡約為45歲）。此部分作者並未敘述二亞是什麼原因得到靈魂結晶。
- 第16卷，DEM在鳶一折紙、夜刀神十香、八舞夕弦、八舞耶俱矢、狂三面前將五河士道殺死，以致折紙、十香、夕弦、耶俱矢反轉。作者並未敘述夕弦、耶俱矢反轉體的靈裝、天使與人格等。
- 第20卷，因崇宮澪使用無之天使自盡，澪的意志也化為靈力消失於世界上，相對的，靈魂結晶也消失，致精靈們失去力量而變回正常人類，十香因為是由靈魂結晶轉變而來，而靈魂結晶消失，以致十香也因此消失。第22卷，世界的意志－澪將十香重組。此部分作者並未敘說十香回歸後，靈魂結晶是否仍存在、澪是否仍活著、士道的封印能力是否仍存在等。
- 第22卷，失去靈力的前精靈們，取回靈力後與〈野獸〉對戰，而〈野獸〉逃回平行世界時靈力、靈裝並未消失。作者並未敘述前精靈們是否為永久取回靈力。

## 外部連結
- 約會大作戰 | 特設網頁 | Fantasia文庫 （页面存档备份，存于）（日語）
- 《約會大作戰》特設網站 （页面存档备份，存于）（日語）
- デート・ア・ライブ[公式]的X（前Twitter）
- 約會大作戰 凜禰烏托邦 （页面存档备份，存于）（日語）
- 約會大作戰 或守植入 （页面存档备份，存于）（日語）
- 約會大作戰 Twin Edition 凜緒輪迴 （页面存档备份，存于）（日語）
- 約會大作戰 凜緒輪迴 HD （页面存档备份，存于）（日語）
- 約會大作戰 反烏托邦蓮 （页面存档备份，存于）（日語）